# Harald Göransson (musiker)

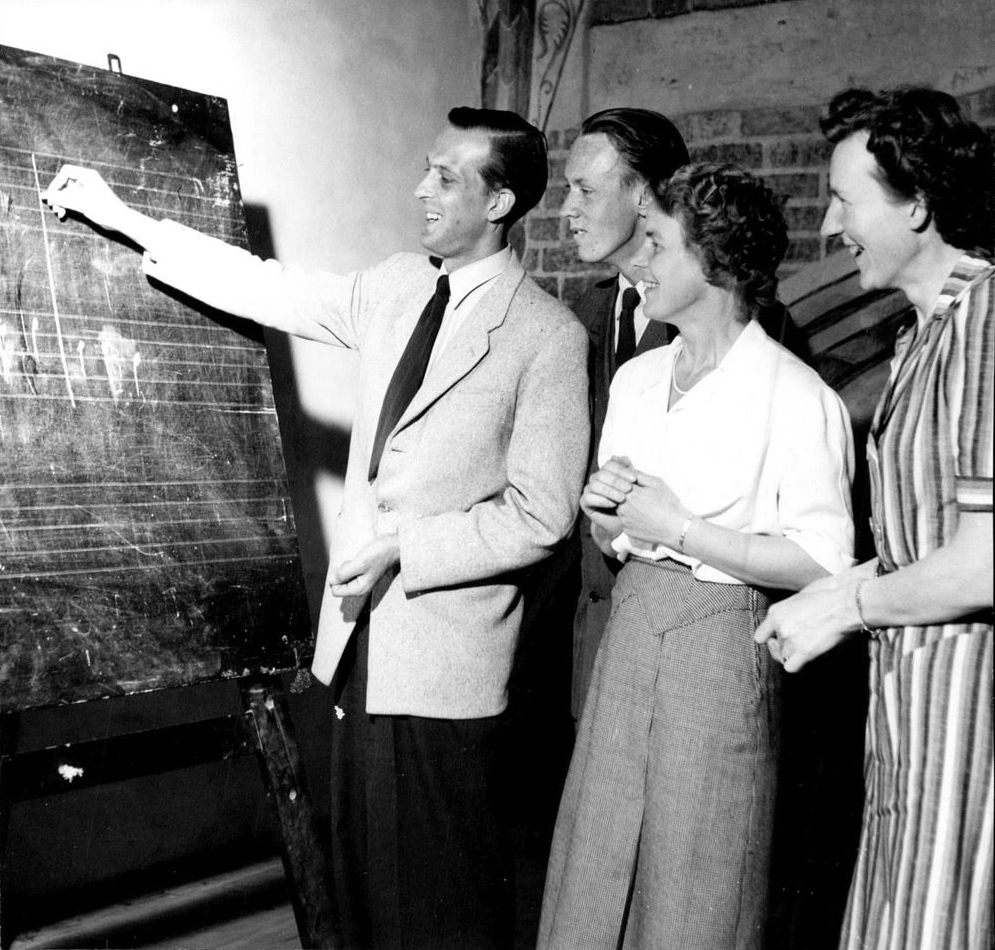
Musikdirektör Göransson skriver noter för Greta Truedsson, Bromölla, Nina Magnusson, Uppsala och Bengt Ekhem, Örebro.

Harald Ossian Göransson, född 5 maj 1917 i Norrköpings Sankt Olai församling, Norrköping, död 18 januari 2004 i Lidingö, var en svensk kyrkomusiker, musikpedagog och författare.
Göransson studerade vid Stockholms musikkonservatorium 1936–1941, var musiklärare i Stockholm 1946–1953, kantor i Johannes församling i Stockholm 1947–1950 och organist i Lidingö 1950–1962. Från 1953 var han lärare i harmonilära vid Kungliga Musikhögskolan. Göransson var huvudansvarig för den grundläggande revisionen av äldre musik i Svenska kyrkans mäss- och koralböcker. Han disputerade 1992 vid Uppsala universitet på avhandlingen Koralpsalmboken 1697: studier i svensk koralhistoria. Göransson invaldes den 21 februari 1974 som ledamot 786 av Kungliga Musikaliska Akademien och erhöll professors namn 1979.